# 1222 Tina
1222 Tina (1932 LA) là một tiểu hành tinh vành đai chính được phát hiện ngày 11 tháng 6 năm 1932 bởi E. Delporte ở Uccle.